# Aleuropleurocelus mexicanus
Aleuropleurocelus mexicanus es un hemíptero de la familia Aleyrodidae, de la subfamilia: Aleyrodinae.
Fue descrita científicamente por primera vez por Vicente Emilio Carapia Ruiz y Oscar Ángel Sánchez Flores en Carapia-Ruiz et al. 2018.

## Etimología
El epíteto específico mexicanus se refiere a México, país donde se obtuvieron los especímenes tipo

## Hospederos
Quercus agrifolia, Quercus spp.

## Distribución
México: Coahuila, Puebla, Sonora, y Tlaxcala